# São João do Oeste
São João do Oeste é um município do extremo oeste do estado brasileiro de Santa Catarina. Foi criado pela lei estadual nº 8475 de 12 de dezembro de 1991 e instalado em 1 de janeiro de 1993.

## Aspectos geográficos
A sua área é de 162 quilômetros quadrados.
É formado, além da sede, por dez comunidades ou linhas: Cristo Rei, Beato Roque, Vale Pio, Ervalzinho, Fortaleza, Jaboticaba, Macuco, Alto Macuco, Medianeira e Itacuruçú, todas, com exceção da última desmembradas do município de Itapiranga.

### Limites
Quatro municípios são limítrofes de São João do Oeste:
- Itapiranga ao sul e oeste
- Tunápolis ao norte
- Iporã do Oeste ao norte e ao leste
- Mondaí ao leste

### Demografia
A população de São João do Oeste, constituída de sua quase totalidade de origem alemã é estimada em 6.423 habitantes, dos quais residem no perímetro urbano em torno de 25% dos habitantes e 75% de habitantes na zona rural.

## Educação
Segundo o INEP, o município de São João do Oeste, pela segunda vez consecutiva, conquistou o índice de município com menor índice de analfabetismo do Brasil, atingindo 99,8% de alfabetização. Os resultados neste setor não são frutos de ações e programas isolados ou esporádicos e sim de ações, atitudes e posturas que se refletem ao longo dos anos.
Em 2008, o município de São João do Oeste recebeu o título de capital catarinense da língua alemã, sendo que 93% de sua população fala alemão, e pelo menos 97,5% entende a língua, sendo ela também uma matéria em sala de aula desde as séries iniciais. O dialeto alemão falado na região é o Riograndenser Hunsrückisch.

## Turismo
A igreja matriz de São João do Oeste (ou Igreja Matriz São João Berchmans) é o maior cartão postal da cidade. É considerada a maior da América Latina construída totalmente em madeira, e atrai inúmeros turistas.
Outras atrações do município são a Gruta Nossa Senhora de Lourdes, o Parque Termas São João e as festas e eventos tradicionais, com destaque para a culinária e as danças típicas germânicas.

## Religião
| Religião       | %    |
| -------------- | ---- |
| Catolicismo    | 98,5 |
| Protestantismo | 1,3  |
| Outras         | 0,2  |